# Juan Rafael Fuentes Hernández
Juan Rafael Fuentes Hernández (Còrdova, 5 de gener de 1990) és un futbolista professional andalús que juga com a lateral esquerre.

## Carrera esportiva
Fuentes va debutar com a professional amb el Córdoba CF el 10 d'octubre de 2009, en un partit a fora que va acabar en empat 1–1 contra el Reial Múrcia a la segona divisió. Durant quatre temporades a la categoria, va jugar regularment, i va participar en 30 partits la temporada 2011–12 (tots com a titular) i 35 la temporada 2012–13, també a segona divisió.
El 19 de juny de 2013, Fuentes va fitxar pel RCD Espanyol de primera divisió, amb un contracte per quatre temporades. Va jugar el seu primer partit a primera el 19 d'agost, jugant de titular en un partit que acabà en empat 2–2 contra el Celta de Vigo.
L'11 d'agost de 2016, Fuentes signà contracte amb el CA Osasuna de primera divisió. El 27 de juliol següent, després que el club descendís, es va rescindir el seu contracte.